# Synagoge (Bitche)

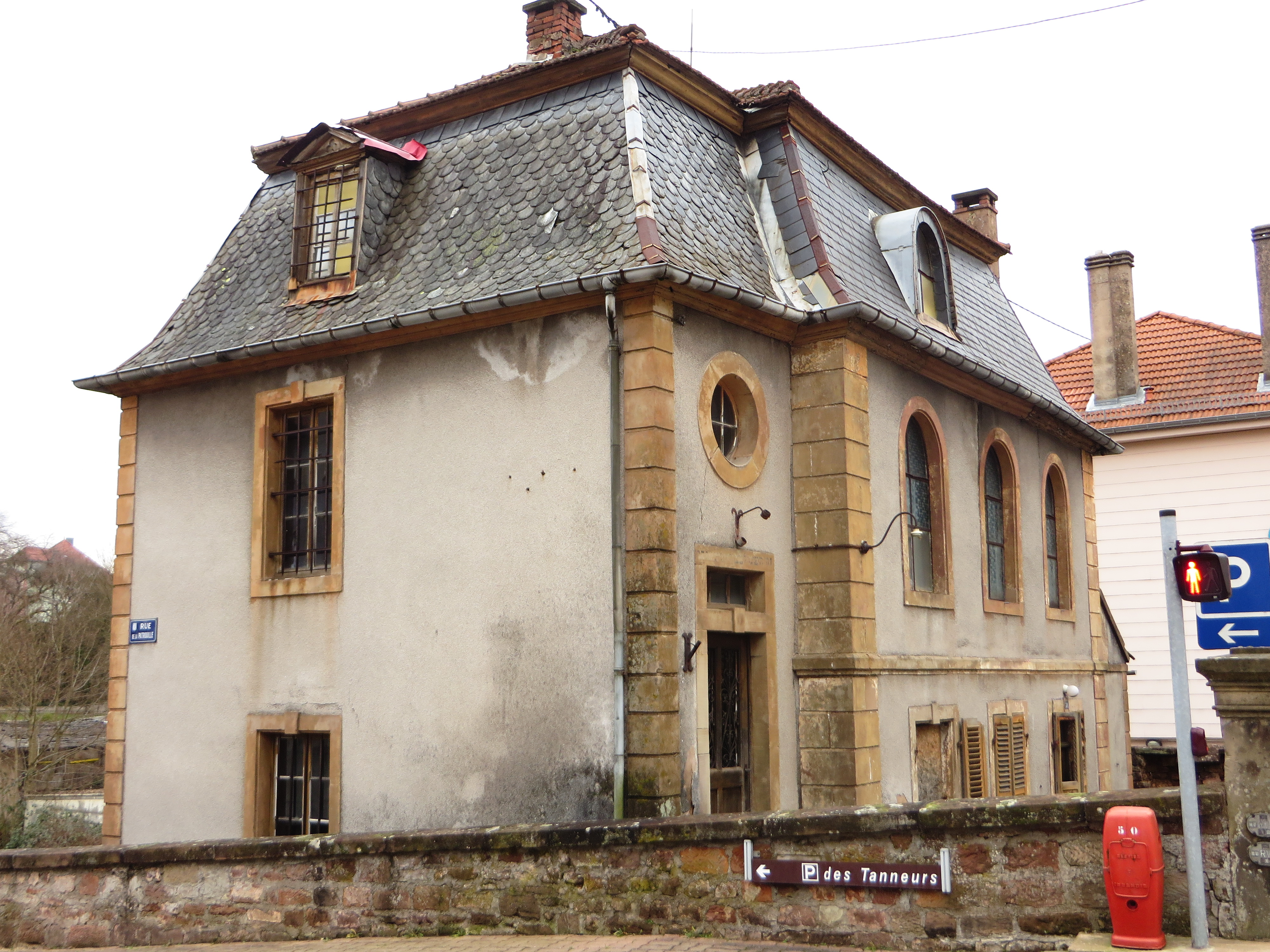
Synagoge in Bitsch (2015)

Die Synagoge in Bitsch, einer französischen Gemeinde im Département Moselle in der historischen Region Lothringen, wurde in den Jahren 1910/11 eingerichtet. Die profanierte Synagoge an der 28 rue de Sarreguemines ist in schlechtem baulichen Zustand.

## Geschichte
Ab 1885 nutzte die kleine jüdische Gemeinde ein gemietetes Privathaus als Synagoge. 1904 wollte der Eigentümer das Gebäude nicht weiter an die jüdische Gemeinde vermieten. Die Gemeinde Bitch erlaubte, dass die Juden das Haus in der rue de Sarreguemines kauften und als Synagoge umbauten durch den Architekten Anton Molz aus Sarreguemines. Ab 1911 diente es als Gotteshaus. Über dem Eingang ist eine hebräische Inschrift angebracht. Nach dem Holocaust war die jüdische Gemeinde erloschen, die Synagoge wurde nicht mehr genutzt. Seit 2017 gehört das Gebäude dem jüdischen Konsistorium.
Über der Eingangstür steht ein hebräischer Text, der nur noch teilweise lesbar ist. Die Übersetzung lautete „Dies ist das Tor des Herrn, durch das die Gerechten eintreten“.